# Günz
La Günz est une rivière allemande de 55 km de long qui naît sur le plateau souabe et coule entièrement dans le land de Bavière.
Elle se forme près de Lauben à la confluence de l'Östliche Günz et de la Westliche Günz. Après un parcours en direction du nord, elle se jette dans le Danube au niveau de la ville de Günzburg.
Elle a donné son nom à la première des quatre glaciations de l'ère quaternaire.